# 부냐콥스키 추측
수론에서 부냐콥스키 추측(Буняковский推測, 영어: Bunyakovsky conjecture)은 정수 계수 기약다항식의 자연수에 대한 상이 보통 무한히 많은 소수를 포함한다는 추측이다. 아직 미해결 문제로 남아 있다.

## 정의
1보다 높은 차수의 (정수 상의) 정수계수 기약다항식 p(x)에 대하여, 자연수 집합 {\displaystyle \mathbb {N} }의 상 {\displaystyle p(\mathbb {N} )}을 생각할 수 있다. 부냐콥스키 추측에 따르면, {\displaystyle p(\mathbb {N} )}은 다음 두 가지 가운데 하나가 성립한다.
- {\displaystyle p(\mathbb {N} )}의 최대공약수가 1이 아니다.
- {\displaystyle p(\mathbb {N} )}은 무한히 많은 소수를 포함한다.

다시 말해, p(N)이 유한한 개 소수만을 포함하면서 최대공약수가 1인 자연수들의 집합인 경우는 불가능하다는 뜻이다. 이는 콘의 기약성 기준의 역과 유사한 꼴이다. 또한 이는 디리클레 등차수열 정리의 일반화로도 볼 수 있다.

## 역사
러시아의 수학자 빅토르 부냐콥스키(Виктор Яковлевич Буняковский)가 1857년 제시하였다.

## 예
최대공약수가 1보다 큰 자연수들의 집합이 되는 경우는 {\displaystyle p(x)=x^{2}+x+4}를 생각해 볼 수 있다. 이 다항식은 실수 상에서 기약이므로 정수 상에서 역시 기약이나, 임의의 자연수를 넣을 때마다 그 값은 항상 짝수가 된다.
무한히 많은 소수를 생성하는 것처럼 보이는 경우는 {\displaystyle p(x)=x^{2}+1}에서 볼 수 있다. 이 다항식에 몇 개의 수를 넣어 생성한 소수는 다음과 같다.
| x      | 1 | 2 | 4  | 6  | 10  | 14  | 16  | 20  | 24  | 26  | 36   |
| x2 + 1 | 2 | 5 | 17 | 37 | 101 | 197 | 257 | 401 | 577 | 677 | 1297 |

## 같이 보기
- 콘의 기약성 기준
- 신첼의 가설 H
- 베이트먼-혼 추측
- 하디-리틀우드 추측 F
- 울람 나선